# 前田可奈子
前田 可奈子（まえだ かなこ、1986年9月22日 -）は、日本の元AV女優。ティーパワーズ所属。2018年引退。

## 略歴・人物
奈良県出身。
2016年12月、SODクリエイトのレーベル「本物人妻」の専属女優としてAVデビュー。

## 出演作品

### アダルトDVD
2016年
- 夏の終わり、砂浜で出会ったグッとくるFカップ人妻 前田 可奈子 29歳 AV Debut（12月8日、SODクリエイト）

2017年
- 夏の終わり、砂浜で出会ったグッとくるFカップ人妻 前田 可奈子 29歳 第2章 旦那の仕事中に会ったばかりの見知らぬチ○ポ5本で何度もイカされずーっと絶頂 旦那を忘れてイッた回数120超（1月6日、SODクリエイト）
- 夏の終わり、砂浜で出会ったグッとくるFカップ人妻 前田可奈子 29歳 第3章 はじめての年下男性と母性溢れる生ハメSEX 発射してもおさまらない敏感純朴チ○ポを優しく筆おろし（2月2日、SODクリエイト）
- 夏の終わり、砂浜で出会ったグッとくるFカップ人妻 前田可奈子 29歳 最終章 出張帰りに再会 自ら避妊具を剥ぎ取り生ハメSEX懇願 着床確実 真正中出し16発（3月2日、SODクリエイト）
- 友達の母親 －最終章－（4月6日、センタービレッジ）
- 夫に内緒で他人棒SEX 「実は主人の精液も飲んだことないんです」 30歳すぎて初めての精飲 前田可奈子さん30歳（4月6日、コスモス映像）
- マジックミラー号 新社会人男子のおち○ちんの悩みを心優しい現役看護学生が素股解消! 暴発射精して白濁ザーメンまみれになった生チ○ポをそのままこすり続けたらヌルっとマ○コに挿ってそのまま真正中出し!!（4月20日、SODクリエイト）※「あや」名義
- 父が出かけて2秒でセックスする母と息子（5月1日、ヴィーナス）
- マジックミラー号 心優しい子持ちのママがデカチンで妻に挿入を許してもらえない男性に素股奉仕 産後で感度が上がったマ○コは我慢できず、不倫挿入真正中出し! 3（5月3日、SODクリエイト）※「ひかる」名義
- 「早漏の相談中に我慢できず暴発したら優しくゆっくり改善セックスしてくれた看護師さん」 VOL.1（5月3日、DANDY）
- ねとらせていた妻が本当にねとられてしまった。 後悔のNTR（5月7日、マドンナ）
- SOD人妻レーベル史上最もスケベで美しい若妻 榎本美咲×前田可奈子 夢の共演 初めての大乱交+逆3Pで乱れ合う淫靡な密会（5月18日、SODクリエイト）
- SODファン大感謝祭 まだまだ終わらないぜつりんバスツアー 脱落した素人が人妻軍団に強制イカせ奉仕&本編出演超豪華女優の完全主観フェラ!(※素人男性18名参加)（6月1日、SODクリエイト）
- 続・マジックミラー号 ミラー号から降りてきた素人女性をま●こが乾く前にスタッフが再ナンパ!自宅に連れ込みSEXした盗撮映像 人妻編（6月15日、SODクリエイト）※「ひかる」名義
- リアル盗撮NTRドキュメント! 完全密着72時間 人妻女優前田可奈子をガチナンパ! 寝取って真正中出しするまでの一部始終を大公開!（6月15日、SODクリエイト）
- 念願の田舎暮らしで移住した僕たち夫婦のご近所に超絶倫のもっこり農夫がお住まいでした…(涙)（6月15日、ヒビノ）
- 人妻イカせまくり中出しナンパ 総イキ69回以上! 連続オーガズム! 5（6月15日、ロータス）
- 120%リアルガチ軟派伝説 vol.49 in 神戸（6月16日、プレステージ）※「まさみ」名義
- 会社の手違いで出張先のホテルが相部屋になった職場の同僚を本気(マジ)口説き盗撮 11（7月1日、変態紳士倶楽部）※「前原」名義
- 裏手コキクリニック 〜完全版〜 性交クリニック 夜勤熟女編（7月6日、SODクリエイト）
- 3日間滞在して、寝食を共にする超高級美女ソープ（7月6日、アイエナジー）
- 新任女教師 前田可奈子 マシンバイブ調教×催淫三角木馬×危険日中出し15連発 そのすべてで潮!潮!潮! 24（7月6日、サディスティックヴィレッジ）
- 某教育組織役員の真面目系カワイイ若妻の正体は淫乱臭ぷんぷん漂わせ無毛パイパンマ○コに中出し繰り返す羞恥オシッコしーしーしてアヘ顔ダブルピースでキメるドマゾ奥様（7月7日、えむっ娘ラボ）※「京子」名義
- SEXの体位のリハーサルで、マ○コをラップでガードして素股をさせられ、狙ったのか偶然なのか、結局挿入されてナマ中出し! それでも「そんなの当たり前だから」と言われ泣き寝入りするしかないサディスティックヴィレッジの女AD57人　新作撮り下ろし12人　作品集45人、パワセクハラ全記録!（7月20日、サディスティックヴィレッジ）
- 交際一週間の彼女の母親に誘惑され犯された僕。（7月28日、人妻花園劇場）
- いつも誰かに見られてる… 覗かれた人妻（8月7日、マドンナ）
- 白金のセレブ人妻を狙う媚薬入りアロマの香りでおマ●コぐちょ濡れにして何度イっても満足しない岩盤浴サロンオナニー盗撮 2（8月7日、変態紳士倶楽部）
- 出産後の感度抜群 人妻ママナンパ! ベビーカーを引く人妻の産後で感度が上がった身体を大調査!!旦那の前でも狂って公認不倫しちゃうのか!?（8月10日、ホットエンターテイメント）
- 「『私ばかり何度もイってごめんなさい』イってる最中でも射精させようと全身をガクガク震わせながら腰を振るおばさん家庭教師」　VOL.1（8月10日、DANDY）
- ED治療で8人のナースが施術 AV研究会のJK9人が実践 3人の女ADが小遣い稼ぎにロケで学んだ技を披露 極上のフェラチオ完全撮り下ろし 合計20名! 2枚組6時間（8月10日、サディスティックヴィレッジ）
- ガサ入れ! ビッグバンローター改 人妻AV女優の本物の旦那様が居る自宅にアポ無し訪問! バレないようにビッグバンローターで楽しんでいたら奥様の性欲に火がつきまくって玄関先でこっそり濃厚接吻寝取りSEX&潮!潮! 5（8月24日、サディスティックヴィレッジ）
- 犯されている間に媚薬が効きだしてヤリたかった本性丸出しで子宮にゴリゴリ巨根を擦りつける未亡人(※夫は短小だったようです)（9月7日、ナチュラルハイ）
- 羞恥!エプロンの下はノーパンノーブラ 私、逃げ出したいくらい恥ずかしい格好でファミレスで働かされています 2（9月7日、サディスティックヴィレッジ）
- 真面目な教師達の保護者や生徒には見せてはいけない打ち上げ映像!!（9月7日、クンカ）※「かなこ」名義
- 別れさせ屋 レズビアン 〜すべては依頼主の妻を奪う為…〜（9月13日、マドンナ）
- 「こんな近くに旦那がいるのに…脱ぐんですか…!?」 マジックミラーの向こうには愛する旦那! 欲求不満の若妻が賞金めざして野球拳!! 旦那の目の前で全裸になった人妻は恥ずかしがりながらもアソコはぐっちょり興奮!? 素人若妻ネトラレ生中出し野球拳!!（9月15日、DOC）※「美咲」名義
- この世で一番の快楽は中出しです。と言うおばさんの子宮に溢れるくらい孕ませ射精してやりました。（9月19日、ドグマ）
- 「年収400万以下の底辺男は話しかけないでくれる?」　婚活合コンで出会ったムカつく女に制裁のぶっかけナマ中出し!（9月21日、サディスティックヴィレッジ）
- お義母さん、にょ女房よりずっといいよ…（9月28日、タカラ映像）
- 「『もうちょっとでイキそうだったのに…』寸止め状態で痴漢を止められたOLおばさんは場所も気にせず近くにいたデカチン少年に何度も絶頂をせがむ」 VOL.1（10月5日、DANDY）
- 募集素人若奥様 マシンバイブチャレンジ! 最後まで潮を吹かなかったら100万円!負けたらSEX!（10月5日、サディスティックヴィレッジ）
- レイプ魔がホテルで起こした強姦致傷事件 4（10月6日、MAD）
- 人妻たちの素股早抜き競争 負けたら即生ハメ中出し（10月7日、はじめ企画）※「なるみ」名義
- 性処理中出し妻 監禁され快楽に狂った人妻（10月12日、センタービレッジ）
- 「もう1回イケるでしょ?」 騎乗位でも!バックでも!ハメたまま尻を回転させて連続射精に導くデカチン好き家庭教師（10月19日、ナチュラルハイ）
- 手の指でマ○コを隠さないから穴へのヌキサシと淫汁ぐちゅぐちゅがよく見える! 淫語かたりかけスティックローターオナニー（10月19日、アイエナジー）
- 「真面目そうな女ほど実はスケベで超敏感♥ 仕事中にチ○ポをオカズに隠れオナニーをする職女とイク瞬間に目を合わせたら…無言でセックスをねだられた」 VOL.1（10月19日、DANDY）
- ドSの桐嶋りのをドMのセックス・モンスター前田可奈子が犯す。（10月20日、レズれ!）
- 他人棒と妻 妻の寝取られ現場を覗いてしまった50歳夫の性癖（10月25日、ながえスタイル）
- オナニーを見せつけてくる素人の女の子達が我慢できずにチ●ポをジュボジュボ舐めまわして見せつけてくれた超舌フェラチオ個人撮影映像（11月10日、S級素人）
- シングルファーザーになった僕は子育てに悪戦苦闘! そんな頼りない姿をみかねたのかご近所主婦がママ友になってくれた!厚意のついでに人妻柔乳にも甘えたらいつしか同情が発情にかわって育ジの合間に○○ちゃんママとヌキ挿しシまくる関係に!!（11月10日、SCOOP）
- 夢の近親相姦♥ 「ママがボインで僕を誘うから悪いんだ!」父がそばにいるのに母は息子の硬くなったチ○ポを握りしめ女のカラダを教え込んだ（11月16日、SWITCH）
- 甥っ子の若くて硬いデカチンを目にしてしまった叔母は欲情を抑えられず…（11月17日、DOC）
- 初めての女になってあげる（11月19日、ABC）
- 玄関開けたら媚薬塗りチ○ポで隙アリ妻を宅配即ズボハメ!! 4（11月24日、SCOOP）
- いいなり巨乳義母 7（11月25日、セレブの友）
- 本物人妻9名の未公開プレミアムセックス+本物人妻11名のベストセックス 総集編 2枚組8時間（12月7日、SODクリエイト）
- 禁断介護（12月7日、グローリークエスト）
- 義母と従姉妹6人の大人ボインが目の前に! 「お風呂一緒に入ろう♥」僕を子供扱いして平気でデカパイ見せつけられ、チ○ポは隠せないくらいの勃起状態。洗うふりして僕のチ○ポ握りしめてはなさない性欲全開の親戚のお姉さん達に一晩中もてあそばれ僕も大人になれました。（12月7日、SWITCH）
- 17周年記念SP サエない僕を不憫に思った美人な姉に「擦りつけるだけだよ」という約束で素股してもらっていたら互いに気持ち良すぎてマ○コはグッショリ!でヌルっと生挿入!「え!?入ってる?」でもどうにも止まらなくて中出し!（12月21日、アイエナジー）
- 17周年記念SP 経験豊富な優しい素人人妻が最高の童貞筆おろし 12（12月21日、アイエナジー）
- ノンストップ陵辱 10（12月25日、セレブの友）

2018年
- 父が再婚した相手は毎日オナニーするほど性欲旺盛な母・娘 僕が童貞だと知った日から連日のように母娘で僕を誘惑し身体を絡めて何度も…（1月5日、DOC）
- 「おばさんで本当にいいの?」若くて硬い勃起角度150度の少年チ○ポに抱きつかれた看護師はヤラれても本当は嫌じゃない VOL.7（1月11日、DANDY）
- ち○ぽ洗い屋のお仕事 17（1月25日、SODクリエイト）
- しょー太を拐って密室に監禁（1月25日、F&A）
- 寝取られた俺の妻（1月26日、グローバルメディアエンタテインメント）
- 親戚のおばさんに筆おろしされた僕。リターンズ 5（1月31日（レンタル）/2月10日（セル）、LEO）
- 人気AV女優限定! 無礼講すぎる大乱交合コン 3（2月13日、セレブの友）
- 「夫婦限定」マジックミラー号の中で、自慢の奥さんを「寝とって」真正中出し! 16（2月22日、SODクリエイト）
- 借金夫婦‥ 妻がダッチワイフにされました。 〜妻のアソコは男たちの使い捨てオナホール〜（2月25日、ながえスタイル）
- ラッキーな胸チラを発見し、気づかれないように見てたけど、やっぱりバレてた?! 7 〜巨乳人妻編〜（2月28日（レンタル）/3月9日（セル）、LEO）
- 街角シロウトナンパ! vol.01 〜昼呑み人妻編〜（3月9日、プレステージ）※「まゆ」名義
- 中出しぶっかけザーメン処理人間便器OL（3月13日、セレブの友）
- 都合のいい愛人と避妊なしで濃密中出し性交。 case03 （3月14日、アリスJAPAN）
- ノーモザイク・レズれ! director select ver.（3月19日、レズれ!）
- 田舎の近親相姦 息子が母を犯す瞬間（3月23日、グローバルメディアエンタテインメント）
- 大暴露! 本音(女子)トーク炸裂のレズビアン女子会 2（3月25日、セレブの友）
- カーテン1枚挟んだ旦那の横で、オイルマッサージと称した猥褻痴漢を巧みに施される奥様が声を殺して何度もアクメ!!絶対にバレてはいけない人妻オイルマッサージ 5（3月30日（レンタル）/4月6日（セル）、LEO）
- 巨乳ノーブラ乳首ポッチで絶倫少年を発情させてしまった人妻たち（4月26日、アイエナジー）
- 「『おばさんの下着を盗んでどうするの?』女を忘れた美人おばさんは自分で発情してくれる少年チ○ポなら下着を盗まれても嫌じゃない VOL.4（5月10日、DANDY）
- 「こんなイキ遅れの私でも興奮してくれるの?」と嫁の姉さんがまさかの神対応!自分の下着姿で勃起した義弟チ○ポに同情目線なのをいいことに憧れのアナル丸出しバックを要求!締まりが良すぎて膣壁にドピュん!（5月11日、SCOOP）
- 夜這い 真夜中に寝ている夫の隣で中出しされる人妻（5月17日、グローリークエスト）
- マングリード 6 熟女編（5月18日、サルトル映像出版）
- 淫語かたりかけ自画撮りぐちゅぐちゅ連続絶頂指オナニー 4（6月21日、アイエナジー）
- 待ちきれなくて（6月22日、オルガ）
- 土下座痴女（7月6日、ワープエンタテインメント）
- 「『おばさんを痴漢してどうする気?』男を忘れた美淑女は尻に押しつけられたチ○ポの感触が久しぶり過ぎてバック挿入も拒めない」 VOL.3 真夏の増量版（7月12日、DANDY）
- 巨乳美女の挑発×淫語×ディルド自慰（8月19日、エンペラー）
- ノックせずにドアを開けると目の前に無防備な姿の女が… 二人きりの密室で勃起したチ○ポに発情した女が ねっとりフェラ対応してくれた（8月23日、アキノリ）
- 不倫人妻密会性交記録 (10月5日、ワープエンタテインメント)
- 人妻の浮気心 (11月1日、人妻援護会/エマニエル)

### VR
2017年
- 本物人妻 ラブラブ不倫中出し懇願SEX 旦那の代わりにナマ中出し 1（3月22日、SODクリエイト）
- SOD本物人妻レーベル×SODVR 3D 最上級人妻美女たちと優しい囁き淫語と濃密焦らしチ○ポ責めハーレムSEXで暴発中出しスペシャル!（3月22日、SODクリエイト）
- 酔ったママ友たちのパンチラ飲み姿がエロすぎる！勃起してしまった僕に気づいて挑発誘惑見せつけオナニー（3月22日、SODクリエイト）
- 人妻むれむれ パンスト足コキ 亀頭責め男の潮吹き（3月22日、SODクリエイト）

2018年
- 【視点移動完全客観VR】 手コキクリニック 手淫・性交研修（2月2日、SODクリエイト）
- 嫁の寝てる間に… こっそりネトラレ不倫中出しSEX（4月6日、AVVR）
- 花魁 人妻ヘルスで中出し本番されちゃった僕。（4月20日、AVVR）
- ホントにあった! 中出し本番出来ちゃうオッパブ店（5月25日、AWR）

## 出演

### 映画
- ばるぼら（2020年11月20日、イオンエンターテイメント）[3]